# Acropora wallacea
Acropora wallacea är en korallart som beskrevs av Veron 1990. Acropora wallacea ingår i släktet Acropora och familjen Acroporidae. Inga underarter finns listade i Catalogue of Life.